# Morabeza
Morabeza è un album della cantante italiana Tosca, pubblicato da Leave Music e Officina Teatrale e distribuito dalla Sony Music Italia nel 2019. Nel 2020 è stato riedito con l'aggiunta del brano Ho amato tutto che la cantante aveva presentato alla settantesima edizione del Festival di Sanremo.

## Descrizione
L'album, nato da un progetto della stessa Tosca e prodotto e arrangiato da Joe Barbieri, contiene sia brani originali, sia rivisitazioni in chiave attuale di classici della musica dal mondo, brani della tradizione che permettono a Tosca di esibirsi in quattro lingue da sola e in duetto con altri artisti incontrati durante il suo tour-viaggio Appunti musicali dal mondo, da cui è stato tratto il documentario Il suono della voce.

## Tracce
1. Giuramento feat. Gabriele Mirabassi - da Rosa (Pixinguinha; testo italiano di Joe Barbieri)
2. La bocca sul cuore feat. Lenine (C. Mendez/Joe Barbieri)
3. Mio canarino feat. Nicola Stilo - da Meu canário (J. Silva; testo italiano di Joe Barbieri)
4. Normalmente feat. Ivan Lins (Joe Barbieri)
5. Simpatica - da Sympatique (T. Lauderdale, C. Forbes; testo italiano di Joe Barbieri)
6. Sérénade de Paradis  feat. Awa Ly & Vincent Ségal - da Serenata de Paradiso (R. Balzani/Scarponi; testo francese di E. Greppi)
7. Le Troisième Artificier feat. Cyrille Aimée - da Il terzo fuochista (R. Mascellino/M. Venturiello, T. Donati; testo francese di E. Greppi)
8. Per ogni oggi che verrà - da Amar pelos dois (L. Sobral; testo italiano di Joe Barbieri)
9. Ahwak feat. Lotfi Bouchnak - da Ahwak (Abdel Halim Hafez)
10. Un giorno in più feat. Luísa Sobral (L. Sobral)
11. Voodoo Rendez-Vous - da Belleville Rendez-vous (B. Charest/S. Chomet, M. Chedid; testo italiano di Joe Barbieri)
12. João feat. Arnaldo Antunes (C. Mendez/A. Antunes)
13. Ho amato tutto (P. Cantarelli)